# Nueva Guerra Fría

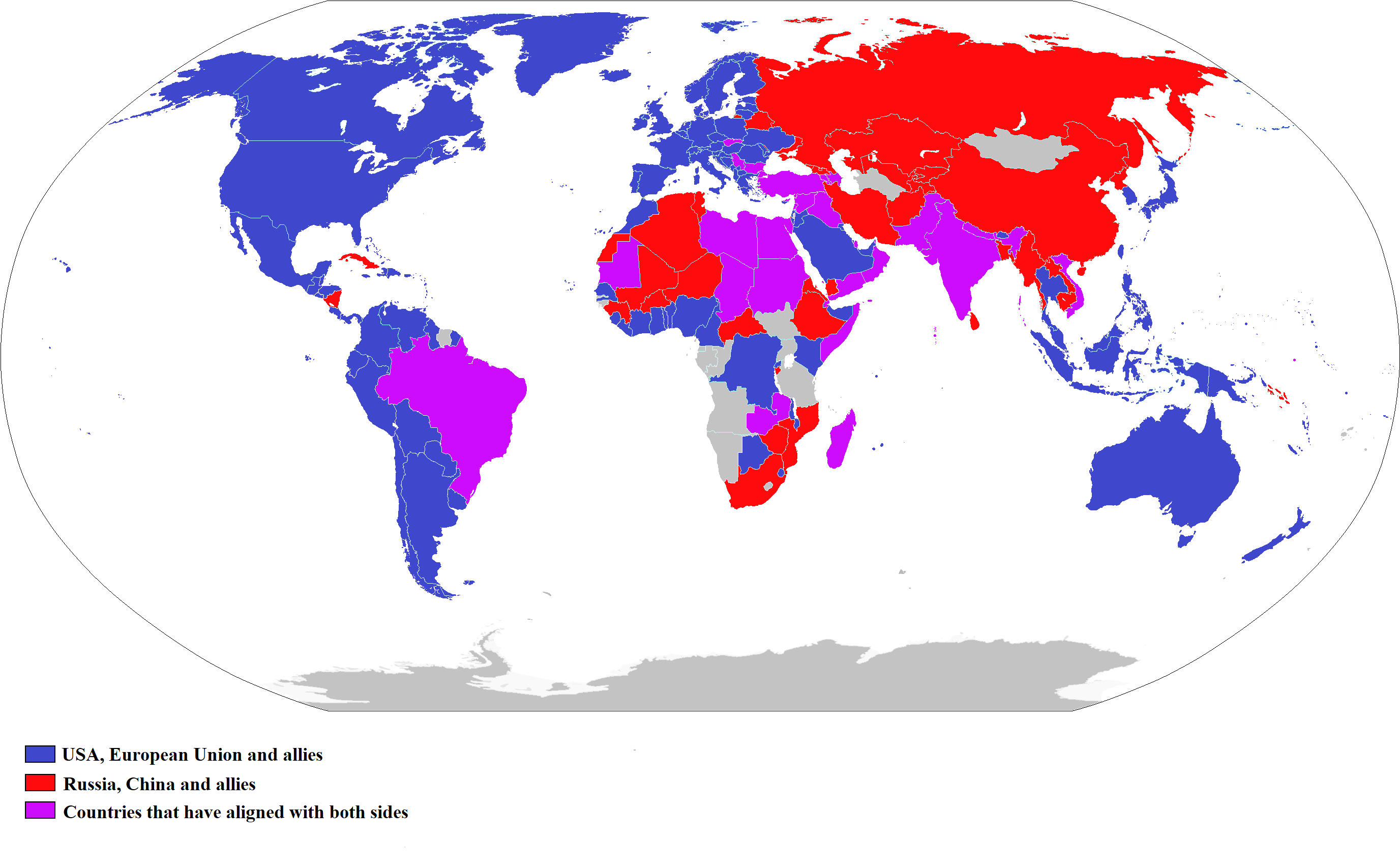
Situación del mundo en 2024:
Estados Unidos, Unión Europea, Reino Unido y aliados.
China, Rusia, Irán y aliados.
Países neutrales o sin bando definido.

Nueva Guerra Fría, Segunda Guerra Fría o Guerra Fría 2.0 (en inglés: New Cold War, también referida como Cold War II, Cold War Redux o Cold War 2.0) son términos utilizados —como paralelismo a la Guerra Fría entre 1945 y 1991— para designar lo que se interpreta como un conflicto político, ideológico, informativo, social y militar en el siglo XXI, lo cual terminó la llamada era post-Guerra Fría. Desde esta visión, se verían las tensiones entre potencias como estructuradas dentro de grandes bloques de poder geopolíticos opuestos; en uno se encontraría Occidente, liderado principalmente por Estados Unidos y Reino Unido, así como en menor medida también por la Unión Europea (partidarios del poder blando y de un orden mundial unipolar) y el otro, Oriente, que estaría liderado principalmente por China y por Rusia (partidarios del poder duro y de un orden mundial multipolar). Se incluyen acciones propias de guerra híbrida (como los ciberataques) y guerras subsidiarias (como Libia, Siria, Ucrania o Irán). La rivalidad, además de geopolítica, también sería de carácter económico, militar, cultural y tecnológico.
El conflicto se evidenció a raíz de la invasión de Irak de 2003, para la cual Estados Unidos desplegó bases militares en los países de Asia Central, anteriormente bajo la influencia rusa, los cuales son ricos en gas y petróleo. Occidente desarrolló a su vez políticas tendientes a permitir la ampliación de la OTAN para incluir varios Estados postsoviéticos que compartían frontera con Rusia. En respuesta, y para lograr una forma de equilibrio, Rusia hizo una serie de maniobras en las que contribuyó el hecho de que la guerra de Irak generó un alza en los precios del gas natural y del petróleo, fortaleciendo a Rusia puesto que era una de los más grandes productores de ambos recursos. El país desarrolló lazos de cooperación con China y otros estados de Asia dentro del marco de la Organización de Cooperación de Shanghái, con el objeto de proteger sus intereses energéticos.
En un discurso en febrero de 2007, el presidente ruso Vladímir Putin acusó a los Estados Unidos de «arrojar al mundo en un abismo de conflictos permanentes» e intentar crear un «mundo unipolar» gobernado por Washington. Esta declaración fue la respuesta a las medidas tomadas en Washington para instalar un escudo antimisiles que según Estados Unidos no tenía la intención de apuntar a Rusia sino la de defender a Europa de ataques provenientes de Corea del Norte e Irán. Esta explicación no satisfizo a Rusia que vio los intentos estadounidenses de expandir la OTAN como parte de una política para contener y rodear a Rusia.
Tras la adhesión de Crimea a Rusia en 2014, Rusia invadió Ucrania en 2022 con el casus belli de la violación de los Tratados de Minsk, la posible adhesión de Ucrania a la OTAN, la, según Vladímir Putin, «nazificación» de Ucrania y un presunto genocidio en el Dombás.
Entre tanto, Estados Unidos, Reino Unido y Australia formaron una nueva alianza militar diseñado para contrarrestar la influencia de China en la región del Indo-Pacífico: el llamado «AUKUS». Por otra parte, la contienda entre los Estados Unidos y China esta encuadrada dentro de una puja para obtener un cierto dominio en el campo tecnológico, lo cual le permitiría a la potencia dominante afianzar su posición estratégica a largo plazo.

## Antecedentes

### Guerra Fría
Después de la Segunda Guerra Mundial, los Estados Unidos temían la expansión del comunismo y buscaban frenar la influencia soviética en Europa. En 1949 crearon la alianza militar conocida como la Organización del Tratado del Atlántico Norte (OTAN). El objetivo principal de la OTAN era contrarrestar la influencia soviética y garantizar la seguridad de los países miembros.
En respuesta a la creación de la OTAN la Unión Soviética estableció el Pacto de Varsovia en 1955. Este pacto militar fue una respuesta directa al bloque occidental y buscaba fortalecer la cooperación entre los países comunistas.
A lo largo de la Guerra Fría, se produjeron varias crisis que aumentaron las tensiones entre ambos bloques. Algunas de las crisis más destacadas incluyeron el bloqueo de Berlín de 1948-1949, la segunda fase de la guerra civil china (1946-1949), la guerra de Corea (1950-1953), la crisis de Suez de 1956,  la insurrección húngara en el período del 23 de octubre al 10 de noviembre de 1956,  la crisis de Berlín de 1961 y la crisis de los misiles cubanos de 1962. 
Complementariamente al Pacto de Varsovia sus miembros constituyeron el CAME (Consejo de Ayuda Mutua Económica) y un mercado común (COMECOM). 
La Unión Soviética y Estados Unidos comenzaron a competir por la influencia en América, Oriente Próximo y los estados recién descolonizados de África y Asia, donde el comunismo tenía gran fuerza y donde se vivieron conflictos como la Emergencia Malaya o la guerra de Indochina, también conocida como guerra de Vietnam. 
Después de la crisis de los misiles cubanos, comenzó una nueva fase que vio cómo la ruptura sino-soviética —entre la República Popular China y la URSS— complicaba las relaciones dentro de la esfera comunista, mientras que Francia, aliado de los Estados Unidos, comenzó a exigir una mayor autonomía de acción, llegando incluso a abandonar la estructura militar de la OTAN. La URSS invadió Checoslovaquia para reprimir la Primavera de Praga de 1968, mientras que Estados Unidos experimentó una agitación interna del movimiento de derechos civiles y oposición a la guerra de Vietnam. En las décadas de 1960 y 1970, un movimiento internacional por la paz se arraigó entre los ciudadanos de todo el mundo. Se produjeron movimientos contra las pruebas de armas nucleares y por el desarme nuclear, con grandes protestas contra la guerra. En la década de 1970 ambos comenzaron a hacer concesiones para la paz y la seguridad, marcando el comienzo de un período de distensión (o détente) que vio las conversaciones estratégicas de limitación de armas y las relaciones de apertura de los Estados Unidos con la República Popular China como un contrapeso estratégico para la URSS.  
Simultáneamente Estados Unidos desarrolló la Doctrina de la Seguridad Nacional, para prevenir «la expansión del comunismo» y promover en América Latina, a través del Plan Cóndor, la instalación de dictaduras militares que reprimieran mediante el terrorismo de Estado, los movimientos políticos, sociales, sindicales y estudiantiles de sus habitantes. 

### Era post-Guerra Fría

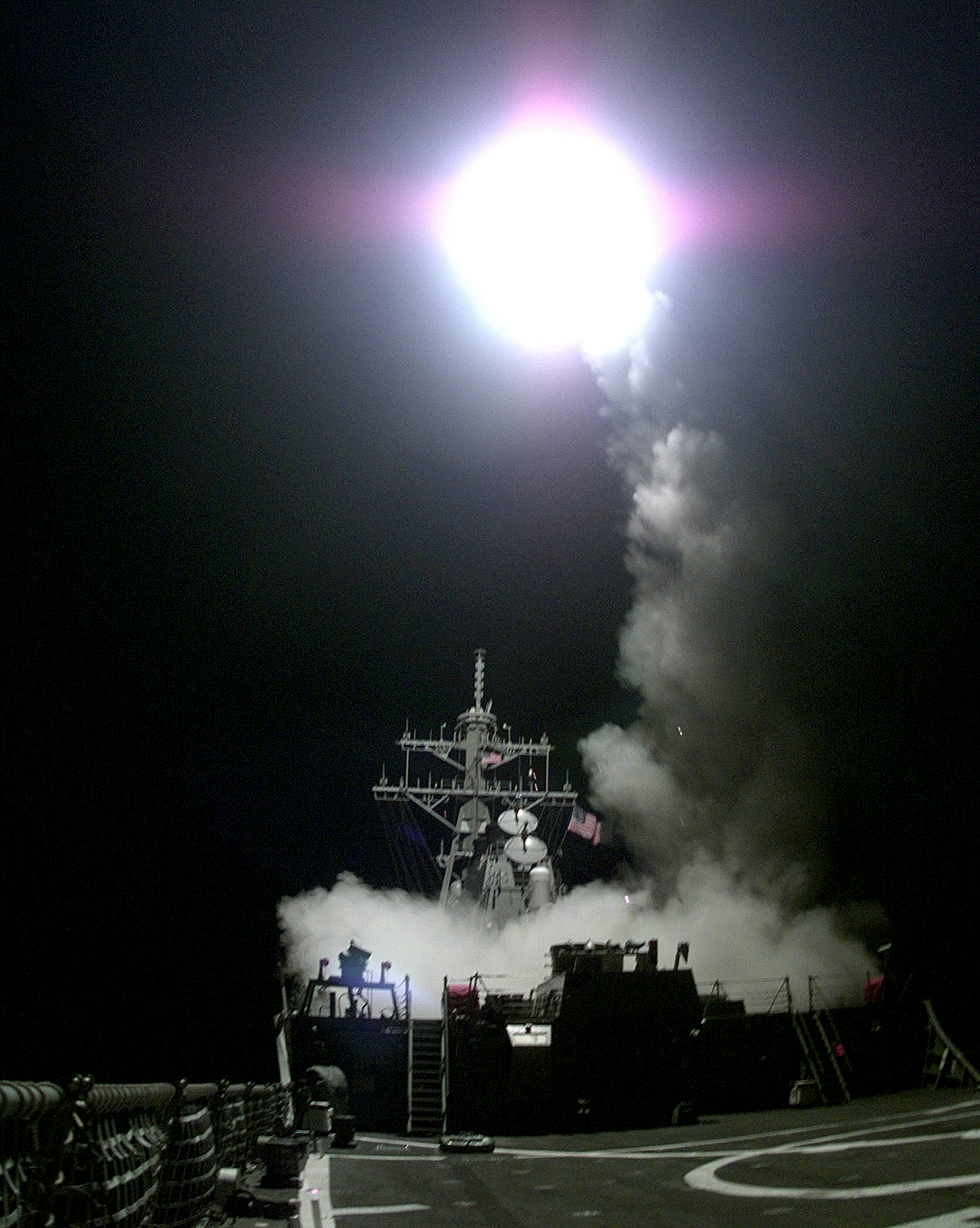
Bombardeo de la OTAN sobre Yugoslavia. Un misil de crucero es lanzado desde un buque de guerra estadounidense el 31 de marzo de 1999.

La Posguerra fría comenzó tras el colapso definitivo de la Unión Soviética el 25 de diciembre de 1991. La Guerra Fría, más una confrontación ideológica y geopolítica que un conflicto bélico directo, estuvo marcada por tensiones globales y guerras indirectas. Aunque algunos académicos señalan momentos clave como el Tratado INF de 1987 o las Revoluciones de 1989 como el fin simbólico de la Guerra Fría, la disolución de la URSS en 1991 es considerada su conclusión definitiva. Este cierre del ciclo representó la victoria del modelo democrático y capitalista, consolidando el liderazgo de Estados Unidos y, en menor medida, de la Unión Europea. También impulsó el ascenso de nuevas potencias como China e India. La democracia, vista como un valor universal, pasó a ser la piedra angular de las estructuras políticas de muchos países.
La era ha estado dominada principalmente por el auge de la globalización (así como el nacionalismo y el populismo como reacción) posibilitado por la comercialización de Internet y el crecimiento del sistema de telefonía móvil. La ideología del posmodernismo y el relativismo cultural, según algunos estudiosos, ha reemplazado al modernismo y las nociones de progreso e ideología absolutos. La era de la posguerra fría ha permitido que se preste una atención renovada a cuestiones que fueron ignoradas durante la Guerra Fría, la cual ha allanado el camino para los movimientos nacionalistas y el internacionalismo. Después de las crisis nucleares de la Guerra Fría, muchas naciones encontraron necesario discutir una nueva forma de orden internacional e internacionalismo, donde los países cooperaban entre sí en lugar de utilizar tácticas de miedo nuclear.
Este período ha visto a Estados Unidos convertirse en el país más poderoso del mundo y el ascenso de China de un país en desarrollo relativamente débil a una superpotencia potencial incipiente. En respuesta al ascenso de China, Estados Unidos ha buscado estratégicamente "reequilibrar" la región de Asia-Pacífico. También ha visto la fusión de la mayor parte de Europa en una sola economía y un cambio de poder de las economías del G7 al más grande G20. Junto con la expansión de la OTAN, se instalaron sistemas de Defensa contra Misiles Balísticos (BMD) en Europa del Este. Estos marcaron pasos importantes en la globalización militar.

## Historia

### Inicio

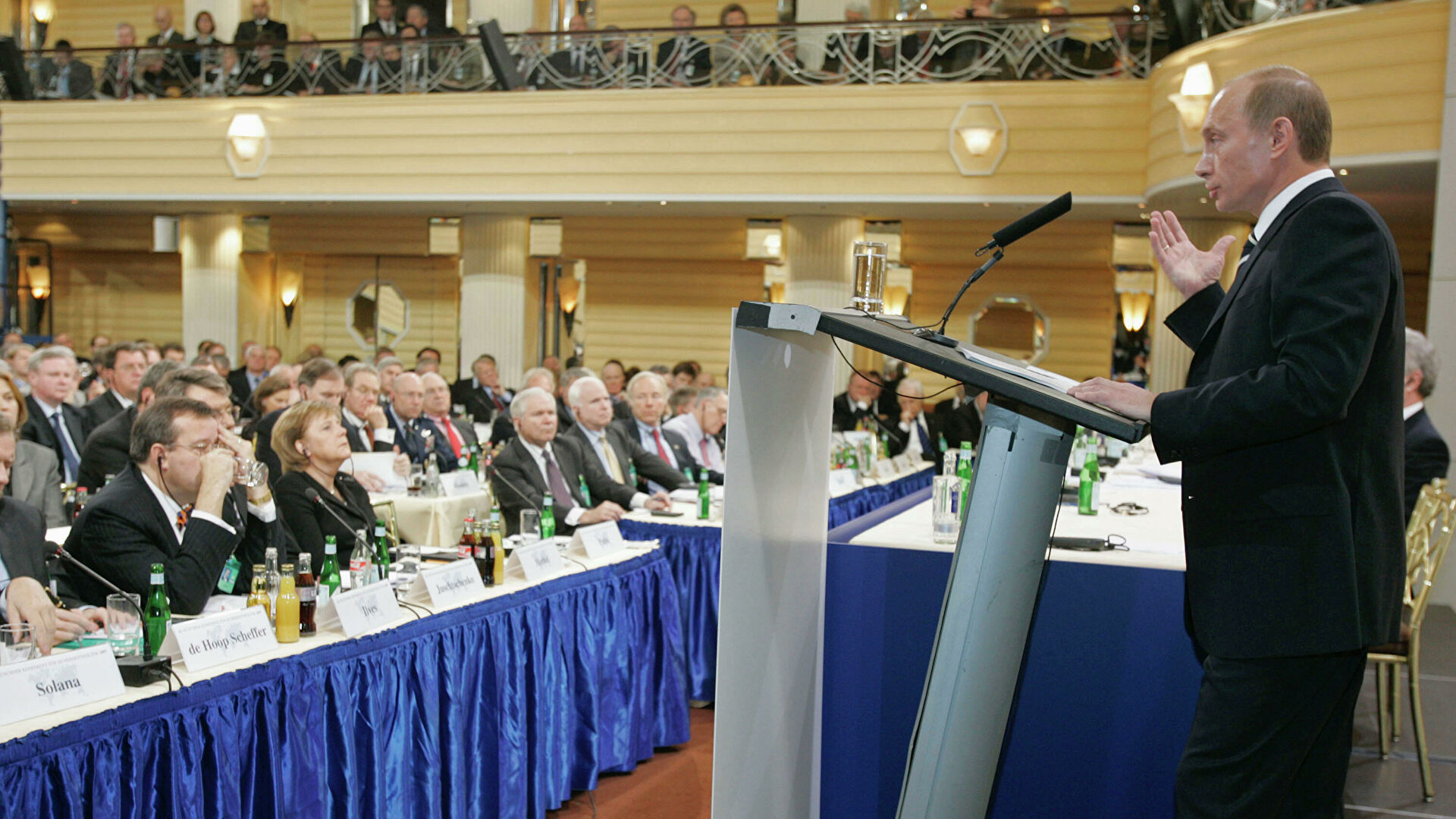
Discurso de Vladímir Putin en 2007:

Meses después del inicio de la invasión y ocupación estadounidense de Afganistán, el presidente de Estados Unidos, George W. Bush, situó a Irak como eje del mal, un término reminiscente al Eje Roma-Berlín-Tokio o equiparable al Telón de Acero durante la Guerra Fría. Además acusó al gobierno de Sadam Huseín de tener armas de destrucción masiva, y de tener vínculos con Al Qaeda, vínculos que tampoco se han podido confirmar.
En el 2007 Alan Greenspan, expresidente del banco central estadounidense (la Reserva Federal), aseguró en su libro de memorias que el verdadero motivo para invadir Irak no eran las razones expresadas públicamente, que eran relativas a las supuestas armas de destrucción masiva y acabar con las supuesta relación entre el gobierno baasí iraquí y la organización guerrillera Al Qaeda, sino controlar las reservas de petróleo y evitar que la Unión Europea o potencias emergentes como China e India se acercaran a esas gigantescas reservas de petróleo.
Tras presionar al Consejo de Seguridad de Naciones Unidas, con la presentación de supuestas pruebas, para que aprobara una resolución apoyando explícitamente la invasión, el presidente de los Estados Unidos, George W. Bush, obtuvo el apoyo de un grupo de países para formar una alianza para invadir Irak con el fin de derrocar al gobierno de Sadam Huseín. Esta coalición, que se autodenominó Coalición de la voluntad, estaba formada por los gobiernos de Estados Unidos, el Reino Unido, España, Portugal, Italia, Polonia, Dinamarca, Australia, Hungría y Ucrania.
Francia, Alemania, China y Rusia manifestaron su oposición a medidas de fuerza contra Irak y fueron partidarios de una salida negociada a la crisis. Francia, Rusia y China, miembros permanentes del Consejo de Seguridad, abogaban por la continuidad de la labor de los inspectores y anunciaron su intención de vetar cualquier documento que legitimase explícitamente el ataque. Durante estas demostraciones se produjeron varios roces entre Estados Unidos y los países que se oponían a la invasión. Pero, al final, los que se oponían a la guerra cedieron y se mantuvieron neutrales desde el inicio de la invasión.

### Multiplicación de conflictos en Oriente Próximo

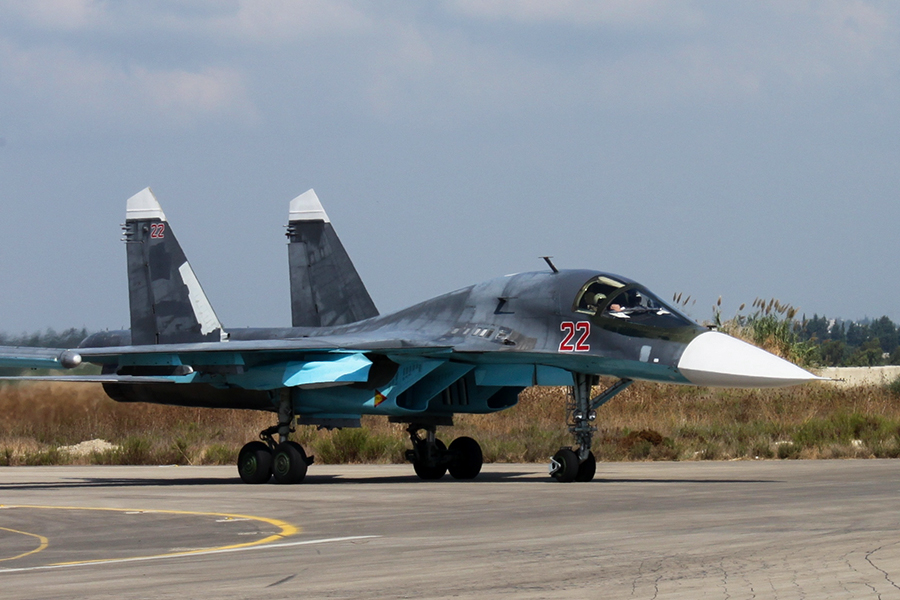
Cazabombardero ruso Sukhoi Su-34 en Siria, durante la Intervención militar rusa en la guerra civil siria.

En 2011 daba comienzo la guerra civil siria, en donde las Fuerzas Armadas de Siria del gobierno del presidente sirio, Bashar Al-Asad respaldado por Rusia se enfrentaban contra los grupos armados rebeldes de diversa índole, conocidos en Occidente como la «oposición siria» o «Ejército Libre de Siria» respaldados principalmente por Estados Unidos y Arabia Saudita. El conflicto sigue presente hasta el día de hoy.
En 2015 un nuevo actor se hizo presente: el Estado Islámico, una organización  terrorista, que invadió Siria y se enfrentó tanto a las fuerzas gubernamentales de Siria como al Ejército Libre de Siria, logrando tomar en mayo de 2015 el control de la frontera entre Siria e Irak. Ante tal hecho, Rusia se declaró en contra del Estado Islámico.
Entre 2015 y 2019 tanto Rusia como Estados Unidos y sus aliados realizaron bombardeos en los territorios controlados por el Estado Islámico. A principios de febrero de 2019 las fuerzas kurdas sirias respaldadas por la aviación de la coalición extranjera liderada por EE.UU lanzaron un asalto final contra el último reducto del Estado Islámico en Baghuz, en el este de Siria.
 Finalmente el 22 de marzo del mismo año las fuerzas kurdas lograron tomar el reducto y con ello estas fuerzas al igual que la Casa Blanca declararon a Siria libre de la presencia del ISIS y con ello la victoria sobre la organización terrorista en Siria.
No obstante el conflicto en Siria continua y Turquía (miembro de la OTAN) quiere aumentar su influencia en Siria (ver Intervención militar turca en la guerra civil siria) sobre todo por el conflicto turco-kurdo.
En la disputa regional entre Irán y Arabia Saudí, Rusia y China apoyan a Irán, mientras Estados Unidos y Reino Unido apoyan a Arabia Saudita e Israel.

### Guerra ruso-ucraniana (2014-actualidad)

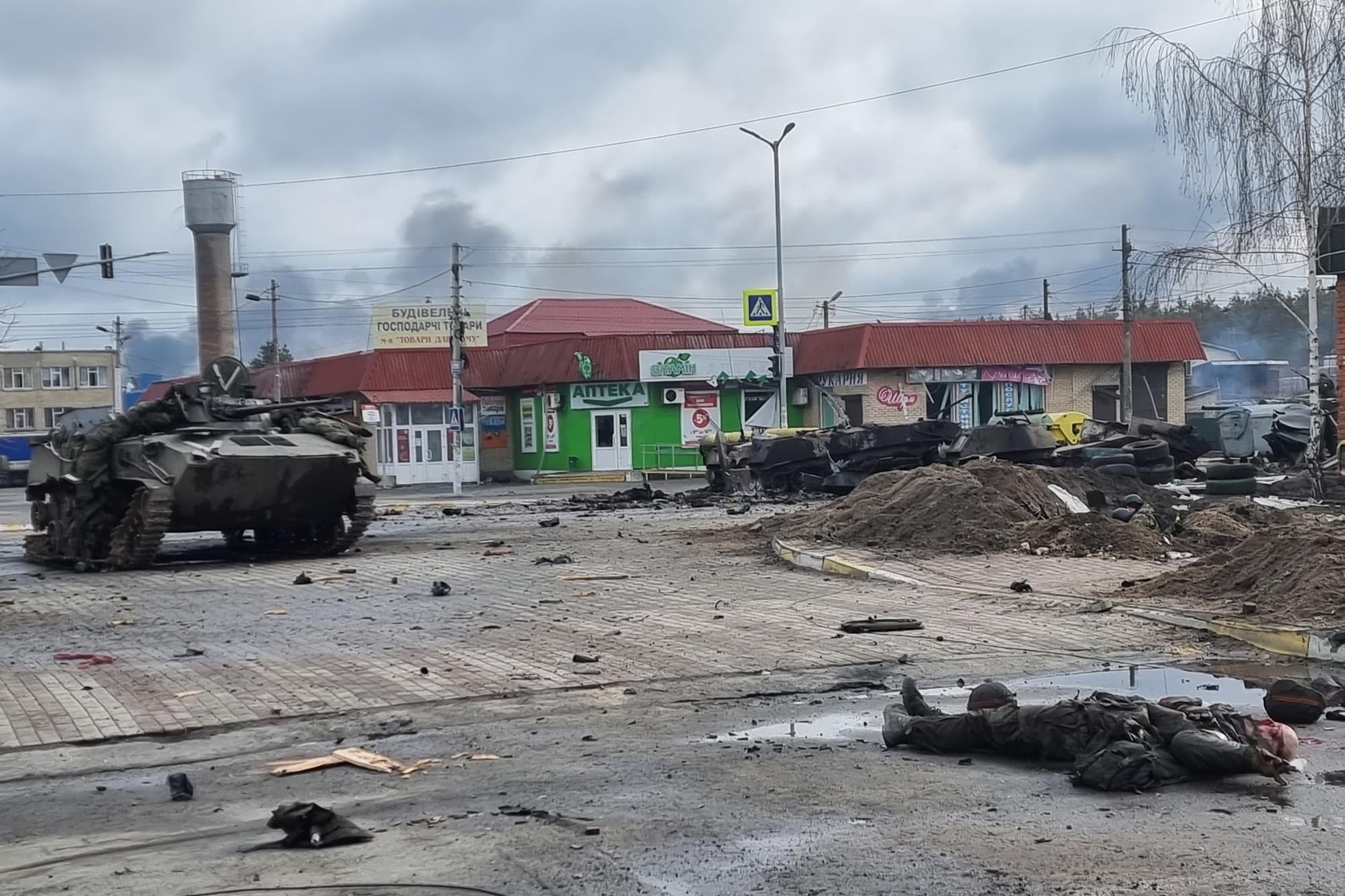
Batalla de Hostómel, uno de los primeros combates importantes librados en la invasión rusa de Ucrania iniciada en febrero de 2022.

La guerra ruso-ucraniana es un conflicto bélico actualmente en curso entre Rusia y Ucrania que comenzó el 20 de febrero de 2014 tras el denominado Euromaidán, una serie de protestas que habían comenzado en Kiev en noviembre de 2013 debido a la suspensión de la firma del Acuerdo de Asociación entre Ucrania y la Unión Europea. Se acrecentó a partir de 2021 y desembocó en la invasión rusa de Ucrania el 24 de febrero de 2022.
Las protestas de febrero de 2014 desataron disturbios en la capital, especialmente en la plaza de la Independencia (Kiev). Los enfrentamientos se saldaron con al menos ochenta fallecidos entre el 19 y el 21 de ese mes. Al día siguiente, los opositores ocuparon las principales instituciones con sede en Kiev, tras la huida del presidente Víktor Yanukóvich en dirección desconocida. La Rada Suprema tomó el control del país en ausencia de buena parte de sus miembros y Oleksandr Turchínov asumió la coordinación del Gobierno y la presidencia del Parlamento. La Rada Suprema destituyó del cargo al huido Yanukóvich por el abandono de sus funciones constitucionales y tomó el control del país votando la vuelta a la Constitución de 2004, acordada el día anterior.
Rusia no reconoció este gobierno como autoridad legítima de Ucrania y declaró que lo ocurrido fue un «golpe de Estado». En consecuencia, el Congreso de diputados y gobernadores regionales del Este y Sur de Ucrania hicieron un llamamiento a la resistencia y acusó a la oposición de incumplir el acuerdo de paz que había sido firmado el 21 de febrero con el huido presidente. A partir de entonces, residentes de la mitad suroriental de Ucrania se manifestaron en contra del nuevo gobierno de Kiev. Entre tanto se realizó el referéndum sobre el estatus político de Crimea. Entonces se produjo una intervención militar, donde las Fuerzas Armadas de Rusia se desplegaron en la península de Crimea —incluyendo Sebastopol— arguyendo el garantizar la integridad de los ucranianos prorrusos habitantes de Crimea y las bases rusas estacionadas allí. Así, el 17 de mayo, fue proclamada la independencia de la República de Crimea y al día siguiente fue aprobada la anexión de Crimea por Rusia. En los días posteriores, las tropas militares ucranianas se enfrentaron en contados incidentes con el ejército ruso hasta finalmente replegarse de la península y pasando a considerar a esta como parte de los territorios temporalmente ocupados de Ucrania.

### Aumento de la tensión sino-estadounidense (desde 2017)

Reclamaciones territoriales en el Mar de la China Meridional. China defiende la llamada "Línea de los nueve puntos" y ha construido numerosas islas artificiales para defender sus intereses.

Crisis de Huawei
La Crisis de Huawei se deriva de un conflicto de carácter político-comercial iniciado a principios de 2018 y actualmente vigente, en el que el gobierno de Estados Unidos acusa a la empresa china Huawei de espionaje y ciberespionaje utilizando su infraestructura y tecnologías para obtener acceso a secretos industriales, datos de los usuarios y otra información confidencial de varios países que serían divulgadas al gobierno chino. Actualmente estos señalamientos no han sido probados por el acusador, no obstante algunas leyes gubernamentales de la República Popular China exigen a las empresas brindar asistencia con el trabajo relacionado con la seguridad del Estado, lo que podría explicar parcialmente los motivos señalados por el gobierno de Estados Unidos para imponer bloqueos comerciales a la empresa.
Desde 2019, el gobierno de Estados Unidos encabezado en ese entonces por Donald Trump inició un boicot internacional, recomendando, advirtiendo y algunas veces amenazando a diversos países de Europa y Oceanía principalmente, a cortar cualquier vínculo comercial con la empresa china.

### AUKUS
AUKUS (en inglés: Australia-United Kingdom-United States) conocido también como Aukus, es una alianza estratégica militar entre tres países de la angloesfera: Australia, Reino Unido y Estados Unidos. Se anunció públicamente el 15 de septiembre de 2021 para la región del Indo-Pacífico.
Según el pacto, Estados Unidos y el Reino Unido ayudarán a Australia a adquirir submarinos de propulsión nuclear. Aunque el anuncio conjunto del primer ministro australiano Scott Morrison, el primer ministro británico Boris Johnson y el presidente estadounidense Joe Biden no mencionaron ningún otro país por su nombre, fuentes anónimas de la Casa Blanca han alegado que está diseñado para contrarrestar la influencia de China en la región del Indo-Pacífico. Sin embargo, Johnson dijo más tarde al parlamento que la medida no tenía la intención de ser contradictoria con China.

### Respuesta de la Unión Europea
En medio de la tensión diplomática entre Rusia y la UE y la intensificación de la rivalidad entre China y Estados Unidos, la UE comenzó a debatir la noción de autonomía estratégica, que exige a la organización defender su soberanía y promover sus intereses de manera independiente. Dicha autonomía suele vincularse a la defensa, pero podría ir más allá, teniendo en cuenta que a nivel internacional las capacidades económicas y tecnológicas han ganado relevancia. Sin embargo, varios líderes europeos aspiran a dotar a la UE de las capacidades militares que consideran necesarias para garantizar su defensa en pos de conseguir la autonomía estratégica.

## El contexto de las potencias
| Potencias mundiales que cumplen con todos los criterios |
| --- |
| Alemania, Estados Unidos, Francia, India, Japón y Reino Unido. |
| Potencias mundiales con un puntaje Libertad en el mundo insuficiente |
| China y Rusia. |
| Potencias intermedias consolidadas |
| Argentina, Australia, Austria, Bélgica, Brasil, Canadá, Corea del Sur, Chile, Dinamarca, España, Finlandia, Italia, Noruega, Países Bajos, Perú, Suecia y Suiza. |
| Potencias intermedias emergentes |
| Argelia, Angola, Arabia Saudita, Bangladés, Colombia, Egipto, Emiratos Árabes Unidos, Filipinas, Grecia, Indonesia, Irak, Kazajistán, Kuwait, Malasia, Marruecos, México, Nigeria, Pakistán, Polonia, Portugal, República Checa, Rumania, Sri Lanka, Sudáfrica, Tailandia, Turquía, Ucrania y Vietnam |

Potencia es un concepto de las relaciones internacionales que designa al Estado que actúa en ellas con protagonismo propio y que dispone de los recursos y de las capacidades necesarias para movilizarlos en defensa de reglas establecidas por sí mismo. No obstante, para referirse a este concepto, la ciencia política utiliza los términos "potencia" y "poder" (idénticos en lengua inglesa -power-).
Otra conceptualización que intenta avanzar más allá de la dimensión del poder propia de los criterios tradicionales, es la referente al denominado “poder blando”. Este término hace referencia a la habilidad para influir en el comportamiento de otros Estados mediante la cooptación y la atracción, en lugar de recurrir a la coerción o a la implementación compensaciones, que son mecanismos propios del “poder duro”. Si se considera que la geopolítica tiene un componente geoeconómico sustancial, algunos actores tienen la oportunidad de desempeñar un papel en cuestiones clave como el comercio internacional, la regulación y el derecho de la competencia. Así por ejemplo, instrumentos tradicionales de la Unión Europea, considerados como "poder blando", podrían ser explotados como "poder duro". En cuanto al “poder potencial” (recursos), paradójicamente es posible encontrar situaciones en que Estados con vastas capacidades en este sentido no logran alcanzar sus objetivos de poder.

## Unipolar, bipolar y multipolar
Diferentes visiones y enfoques han sido propuestos por diferentes autores, a efectos de definir y caracterizar el poder en este periodo. Uno de los primeros en abordar esta temática fue el politólogo estadounidense Zbigniew Brzezinski, quien consideró que el mundo de la era posterior a la Guerra Fría constaba de dos categorías de estados: “los vasallos y los tributarios de Estados Unidos”. En su libro titulado El gran tablero de ajedrez: América y el resto del mundo (1997), describe a su país como la única potencia que tiene una supremacía incuestionable y simultánea en los cuatro más importantes dominios (militar, económico, tecnológico, y cultural), ya que luego de disolución de la Unión Soviética, Rusia no logró cubrir la laguna dejada por el gigante socialista desaparecido. Sin embargo, ya en los años 2010, Brzezinski pasó ha mostrarse partidario del orden tripolar con Estados Unidos, Rusia y China como solución a la supuesta anarquía en relaciones internacionales, como consecuencia de la decadencia de los Estados Unidos. Los tres principales poderes dominantes podrían de esta forma cooperar para lograr la estabilidad global. Según esta visión, Estados Unidos ya no tiene las condiciones que tuvo antes de imponer fácilmente su unilateralismo mundial.
Todos los organismos internacionales surgidos de la Segunda Guerra Mundial están en una encrucijada por los nuevos centros de poder, y Estados Unidos puede tener resistencias a aceptar ese nuevo orden. En este sentido, el autor estadounidense Michael Klare ha estimado que el nuevo orden mundial rompe con el paradigma de la Guerra Fría, porque las tres potencias pueden cooperar para hacer valer sus respectivas esferas de influencia, aunque como posibles riesgos señala el de la militarización. Así mismo, el politólogo estadounidense Graham Allison ha señalado que el siglo XXI será de un equilibrio de poderes como Estados Unidos no había conocido, China ahora es el principal motor de la economía mundial, con grandes proyectos de alto impacto como la Nueva Ruta de la Seda y del Collar de Perlas (geopolítica), y con varias de las principales empresas de tecnología en el mundo, por esto Allison asegura que muchos de los compromisos de Estados Unidos para con sus aliados no son sostenibles, tomando en cuenta su propia seguridad, para Allison seguir compromisos irrealizables es lo que ha causado los fracasos de la política exterior de Estados Unidos en Medio Oriente. Además, cada vez es mayor el número de observadores que consideran a China como una superpotencia internacional, a la par que ven en los Estados Unidos indicios de deterioro y de retroceso. Tal es el caso del analista Timothy Garton Ash quien en 2020 aseguró que los Estados Unidos solamente podían aspirar a ser “un país líder en una red poshegemónica de democracias... he dicho un, no el país líder”. Garton Ash resaltó la “diferencia importante con el principio de este siglo, cuando la hiperpotencia estadounidense parecía dominar el planeta como un coloso”.
Sylvain Allemand y Jean-Claude Ruano-Borbalan por su parte, opinaban en 2008 que Estados Unidos no buscaba ni busca dominar intencionalmente al mundo, sino simplemente lo que por encima de todo quiere es proteger sus intereses y preservar su seguridad. Y dentro de esta lógica, los atentados del 11 de septiembre de 2001 lo que provocaron fue un reforzamiento de las intervenciones americanas en el mundo, con la finalidad casi exclusiva de mejorar la seguridad dentro de fronteras, llevando conflictos y fricciones a otras partes. Y es que la degradación del bloque comunista y la incapacidad de la Unión Europea para organizar su autonomía estratégica, de una u otra forma favorecieron la supremacía estadounidense hegemónica posterior a 1990.
Por su parte, el periodista británico Martin Jacques señaló en 2016 que las economías occidentales se encuentran en una fase de estancamiento, parecida a una “década perdida” que no tiene un punto de fin claro, por ello el reorden geoestratégico y geoeconómico sigue a las relaciones que se desarrollan entre las grandes potencias. La globalización, al inicio promovida por occidente, era a su juicio aprovechada por China mientras Estados Unidos y Europa resienten sus efectos negativos con consecuencias (por ejemplo el Brexit). Por último, el autor consideraba que desde China también se promovía el multilateralismo como solución a los problemas de la gobernanza global.
Jean-François Revel por su parte, enfatizó sobre lo inútil y lo superfluo del concepto de hiperpotencia, forjado en 1999 por el entonces Ministerio de Asuntos Exteriores francés Hubert Védrine, ya que el término « superpotencia » ya existía con anterioridad y se encontraba bien caracterizado, y ya que el prefijo griego « hyper » significa exactamente lo mismo que el prefijo latino « super ».

## La Nueva Guerra Fría y la Tercera Guerra Mundial

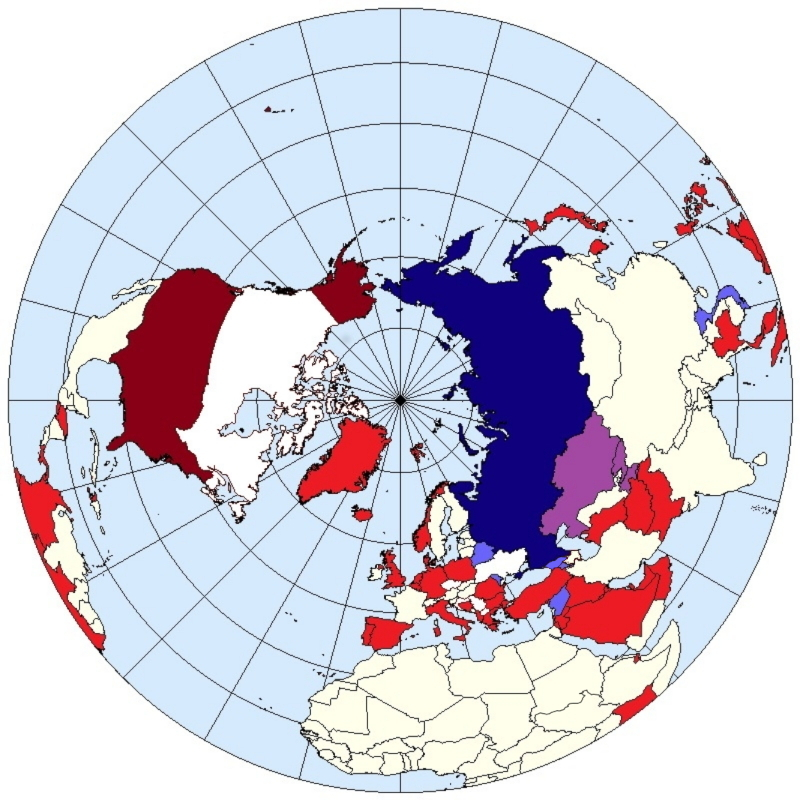
Estados con bases militares estadounidenses (rojo) o rusas (azul).

Un gráfico circular que muestra los gastos militares mundiales por país para 2019, en miles de millones de dólares estadounidenses, según el SIPRI.

En 2004, el comentarista neoconservador Norman Podhoretz propuso que la «Guerra Fría» podría llamarse con justicia la Tercera Guerra Mundial. En 2011, en Kudlow and Company de CNBC, el presentador Lawrence Kudlow, discutiendo un libro del exsubsecretario de Defensa Jed Babbin, estuvo de acuerdo con Podhoretz y agregó: «La IV Guerra Mundial es la guerra del terror, y la guerra con China será la V Guerra Mundial».
Aun así, la mayoría de los historiadores parecen sostener que la Tercera Guerra Mundial tendría que ser necesariamente una «guerra mundial en la que luchen grandes fuerzas de muchos países» y una guerra que «involucra a la mayoría de las principales naciones del mundo». En su libro Armas secretas de la Guerra Fría, Bill Yenne explica que el enfrentamiento militar que ocurrió entre las dos «superpotencias», a saber, los Estados Unidos y la Unión Soviética, desde la década de 1940 hasta 1991, fue solo la Guerra Fría, que finalmente ayudó a la humanidad para evitar la posibilidad de una confrontación nuclear total, y que ciertamente no fue la Tercera Guerra Mundial en sí misma.
La denominada «Guerra contra el terrorismo» que comenzó con los ataques del 11 de septiembre, ha sido propuesta por algunos como la Tercera Guerra Mundial o, a veces, como la IV Guerra Mundial, mientras que otros han menospreciado tales afirmaciones. Si bien existe un acuerdo general entre los historiadores sobre las definiciones y el alcance de las dos primeras guerras mundiales, debido a la inconfundible escala mundial de agresión y autodestrucción de estas dos guerras, algunos han afirmado que en la actualidad una «guerra mundial» podría no requerir de tal nivel de agresión y carnicería a nivel mundial. Sin embargo, tales afirmaciones de un nuevo «umbral inferior de agresión» que ahora podría ser suficiente para calificar una guerra como una «Guerra Mundial» no han obtenido tanta aceptación y apoyo como las definiciones de las dos primeras Guerras Mundiales han recibido entre los historiadores.
En una entrevista de 2006, el presidente George W. Bush se refirió a su declarada Guerra contra el terrorismo como la «Tercera guerra mundial».
El 1 de febrero de 2015, el primer ministro iraquí declaró que la Guerra contra Estado Islámico era efectivamente la «Tercera Guerra Mundial», debido a la declaración de ISIS de un Califato mundial, su objetivo de conquistar el mundo y su éxito en la difusión del conflicto a múltiples países fuera de la región del Levante Mediterráneo.
En respuesta a los ataques de París en noviembre de 2015, el rey Abdalá II de Jordania dijo: «Estamos enfrentando una Tercera Guerra Mundial».
En su discurso del 12 de enero de 2016, el presidente de los Estados Unidos Barack Obama, advirtió que los informes noticiosos que otorgan al ISIS la supuesta capacidad para fomentar la Tercera Guerra Mundial podrían ser excesivos e irresponsables, afirmando que: «Al centrarnos en destruir a ISIS, los principales reclamos de que esto es la Tercera Guerra Mundial solo juegan en sus manos. Las masas de combatientes en las partes traseras de camionetas y las almas retorcidas que traman en apartamentos o garajes, representan un enorme peligro para los civiles y deben ser detenidos. Pero no amenazan nuestra existencia nacional».

## Opiniones de analistas
En octubre de 2016, John Sawers, exjefe del MI6, dijo que pensaba que el mundo estaba entrando en una era que posiblemente era «más peligrosa» que la Guerra Fría, ya que «no tenemos ese enfoque en una relación estratégica entre Moscú y Washington». De manera similar, Igor Zevelev, miembro del Centro Wilson, dijo que «no es una Guerra Fría [sino] una situación mucho más peligrosa e impredecible». CNN opinó: «No es una nueva Guerra Fría. Ni siquiera es un escalofrío profundo. Es un conflicto absoluto».
En enero de 2017, la exasesora del gobierno de EE. UU., Molly K. McKew, dijo en Politico que EE. UU. ganaría una nueva guerra fría. El editor de The New Republic, Jeet Heer, descartó la posibilidad como «igualmente preocupante [,] inflación de amenazas imprudente, exagerando enormemente el alcance de las ambiciones y el poder rusos en apoyo de una política costosa», y demasiado centrado en Rusia mientras «ignora el aumento de potencias como China e India». Heer también criticó a McKew por sugerir la posibilidad. Jeremy Shapiro, miembro principal de la Institución Brookings, escribió en su blog en RealClearPolitics, refiriéndose a las relaciones entre Estados Unidos y Rusia: «Una deriva hacia una nueva Guerra Fría parece el resultado inevitable».
En declaraciones a la prensa en Berlín el 8 de noviembre de 2019, un día antes del 30 aniversario de la caída del Muro de Berlín, el secretario de Estado de EE. UU., Mike Pompeo, advirtió sobre los peligros que representan Rusia y China y acusó específicamente a Rusia, «liderada por un ex oficial de la KGB que estuvo destinado en Dresde», de invadir a sus vecinos y aplastar la disidencia. Jonathan Marcus de la BBC opinó que las palabras de Pompeo «parecían estar declarando el estallido de una segunda [Guerra Fría]».
En febrero de 2022, el periodista HDS Greenway citó la invasión rusa de Ucrania y la declaración conjunta del 4 de febrero entre Rusia y China (bajo Putin y Xi Jinping) como una de las señales de que la Segunda Guerra Fría había comenzado oficialmente.
En marzo de 2022, el historiador de Yale Arne Westad y el historiador de Harvard Fredrik Logevall en una conversación por videoconferencia afirmaron que «el enfrentamiento global sobre Ucrania no sería una señal de una segunda Guerra Fría». Además, Westad dijo que las palabras de Putin sobre Ucrania se parecían, que el periodista de Harvard James F. Smith resumió, a «algunos de los argumentos raciales coloniales de las potencias imperiales del pasado, ideas de finales del siglo XIX y principios del XX en lugar de la Guerra Fría».
En junio de 2022, el periodista Gideon Rachman afirmó que la invasión rusa de Ucrania era el comienzo de una segunda Guerra Fría.
El historiador Antony Beevor declaró en octubre de 2022 que cree que el mundo está en una Segunda Guerra Fría y que «ya no se trata de la vieja división entre izquierda y derecha», sino de "un cambio en la dirección de la «autocracia versus la democracia», un cambio hecho evidente por la invasión rusa de Ucrania; En su opinión, esta guerra fría es «mucho más aterradora» que la primera, ya que «uno de los aspectos más preocupantes» de la nueva guerra fría es el total desprecio por los acuerdos diplomáticos.
En un artículo de Fernanda Paúl para la BBC el profesor de teología ecuménica Thomas Bremer el patriarca ruso Cirilo I de Moscú «ve la guerra con Ucrania como una especie de guerra cultural entre una concepción occidental de la vida y una concepción oriental de la vida». Para el sacerdote ortodoxo ucraniano Cyril Hovorun «Kirill le ha proporcionado a Putin ideas, ideología». Cirilo I de Moscú, al igual que Putin, comparten la visión de un «Russkiy Mir o Mundo Ruso» donde los ucranianos y rusos son «un mismo pueblo» y que «sin el aporte de la Iglesia ortodoxa rusa, la guerra hubiera sido imposible porque de esta forma se justifica».

### Choque de civilizaciones
El choque de civilizaciones es el nombre que recibe una teoría acerca de las relaciones internacionales propuesta por Samuel P. Huntington como respuesta al libro El fin de la historia y el último hombre de Fukuyama y con fundamento en la distribución de las grandes religiones. Esta teoría describe la existencia actual de nueve civilizaciones: subsahariana, latinoamericana, sínica, hindú, budista, nipona, occidental, ortodoxa e islámica.  Según este autor, durante la guerra fría los países se relacionaban con las dos superpotencias como aliados, satélites, clientes, neutrales o no alineados; sin embargo, al acabar la primera guerra fría los países se relacionarían como Estados miembro de cada civilización, como estados centrales, países aislados, países escindidos o países desgarrados. Para Huntington las relaciones entre estas variarán normalmente de lo distante a lo violento, situándose la mayoría de las veces entre ambos extremos, siendo la confianza y la amistad raras.
Ante la emergencia económica de China, India y un eventual retorno del poderío militar de Rusia y otras naciones como Turquía Huntington vislumbraba una nueva guerra fría fundamentada en el concepto del choque de civilizaciones. Este autor consideraba que históricamente ya han existido guerras frías entre civilizaciones desde la antigüedad e, incluso, Huntington llega a catalogar a la Primera Guerra Fría como un conflicto de choque de civilizaciones más entre la civilización Occidental y la civilización eslavo-ortodoxa usando en ese entonces la ideología del comunismo de manera instrumental en contra del capitalismo de occidente.
Huntington auguraba conflictos durante el siglo XXI en líneas de fractura o conflictos entre estados centrales de cada civilización en graduaciones que van desde guerras regionales, guerra fría y hasta la guerra mundial.   En el caso Ucraniano Huntington desde 1996 lo clasificaba como un país escindido conteniendo una línea de fractura dentro de su territorio entre la civilización Occidental y la civilización eslavo ortodoxa, los llamados proocidentales contra los prorrusos desde los inicios de la década del 2010.
Así mismo, ya desde 1996 Huntington preveía que cuando China tuviese el suficiente poder económico y militar frente a Occidente este se vería tentada de anexarse Taiwán.
Como solución parcial para los conflictos del siglo XXI Huntington proponía disolver el esquema del Consejo de Seguridad de las Naciones Unidas para reconformarlo con nueve sillas con poder de veto en representación de cada una de las civilizaciones.